# Huperzia nesselii
Huperzia nesselii là một loài thực vật có mạch trong Họ Thạch tùng. Loài này được (Brause ex Nessel) Rolleri & Deferrari mô tả khoa học đầu tiên năm 1988.